# 似鯔銀漢魚
似鯔銀漢魚為輻鰭魚綱銀漢魚目黑帶銀漢魚科的其中一種。

## 分布
本魚廣泛澳洲東部之溪流域，最南可達到雪梨。

## 特徵
本魚體適度延長，側扁；嘴小，略垂直；前主上腭之後部齒較長，於口閉合時會外露；第一背鰭起點在胸鰭末端以前，具3~6棘；第二背鰭具1棘及6~10枚軟條；臀鰭之起點在第一背鰭末端之下方，具1棘及9~12枚軟條；胸鰭尖形，尾鰭開叉；無側線，一縱列鱗具25~31枚。雌雄異形，雄魚背鰭、臀鰭及腹鰭之前方各鰭條成絲狀延長；在春夏之繁殖季節，體色會變成鮮豔之黃色。雄魚體長可達7公分。

## 生態
本魚棲息範圍自純海洋至純淡水均有，通常於河口之紅樹林較多。為觀賞性之淡水魚，最適水溫為22℃~26℃，喜好鹼性而偏向略硬之水質，餌料除硬而大之人工飼料外均可。本魚體態優雅，宜單種飼養；繁殖不太困難，成熟的親魚在水草中產下一個個卵並受精，卵會以附著絲著於魚巢，產卵的數目依雌魚之年齡及體狀而異，此產卵行動會持續數周之久。卵在水溫26℃，14日可孵化，剛孵化之仔魚即可進食。

## 經濟利用
作為觀賞性淡水魚。